# Lovro Zovko
Lovro Zovko (Zagabria, 18 marzo 1981) è un ex tennista croato.
Ha raggiunto il suo best ranking in singolare il 27 gennaio 2003 con la 151ª posizione ma è nel doppio che ha ottenuto le maggiori soddisfazioni diventando il 6 ottobre 2008 il 45º del ranking ATP.

## Statistiche

### Doppio

#### Finali perse (5)
| Legenda                                                |
| Grande Slam (0)                                        |
| ATP World Tour Finals (0)                              |
| ATP Masters Series / ATP Masters 1000 (0)              |
| ATP International Series Gold / ATP World Tour 500 (0) |
| ATP International Series / ATP World Tour 250 (0)      |

| N. | Data            | Torneo                              | Superficie  | Compagno      | Avversari in finale                   | Punteggio        |
| 1. | 17 luglio 2000  | Croatia Open Umag, Umago            | Terra rossa | Ivan Ljubičić | Albert Portas Álex López Morón        | 6–1, 7–6(2)      |
| 2. | 16 luglio 2001  | Croatia Open Umag, Umago            | Terra rossa | Ivan Ljubičić | Sergio Roitman Andrés Schneiter       | 6–2, 7–5         |
| 3. | 8 ottobre 2007  | Kremlin Cup, Mosca                  | Cemento     | Tomáš Cibulec | Marat Safin Dmitrij Tursunov          | 6–4, 6–2         |
| 4. | 22 ottobre 2007 | Grand Prix de Tennis de Lyon, Lione | Cemento     | Łukasz Kubot  | Sébastien Grosjean Jo-Wilfried Tsonga | 6–4, 6–3         |
| 5. | 30 luglio 2011  | Croatia Open Umag, Umago            | Terra rossa | Marin Čilić   | Simone Bolelli Fabio Fognini          | 6–3, 5–7, [10–7] |

### Tornei minori

#### Singolare

##### Vittorie (7)
| Legenda        |
| Challenger (0) |
| Futures (7)    |

| N. | Data             | Torneo                               | Superficie  | Avversario in finale | Punteggio           |
| 1. | 23 agosto 1998   | Croatia F5 Futures, Umago            | Terra rossa | Blaž Trupej          | 6-1, 3-6, 6-4       |
| 2. | 16 aprile 2000   | Croatia 1 Satellite Week 3, Zagabria | Terra rossa | Janne Ojala          | 7-5, 2-6, 6-2       |
| 3. | 18 febbraio 2001 | Croatia F1 Futures, Zagabria         | Cemento (i) | Tomáš Cakl           | 6(2)–7, 6-3, 7–6(6) |
| 4. | 25 febbraio 2001 | Croatia F2 Futures, Zagabria         | Cemento (i) | Karol Beck           | 7-5, 6-4            |
| 5. | 14 ottobre 2001  | Great Britain F11 Futures, Leeds     | Cemento (i) | Jaroslav Levinský    | 6-2, 6-1            |
| 6. | 17 febbraio 2002 | Croatia F1 Futures, Zagabria         | Cemento (i) | Igor' Kunicyn        | 4-6, 6-1, 7–6(6)    |
| 7. | 23 febbraio 2002 | Croatia F2 Futures, Zagabria         | Cemento (i) | Igor' Kunicyn        | 6-2, 3-6, 7–6(5)    |

#### Doppio

##### Vittorie (33)
| Legenda         |
| Challenger (26) |
| Futures (7)     |

| N.  | Data              | Torneo                                              | Superficie    | Compagno             | Avversari in finale                    | Punteggio           |
| 1.  | 16 agosto 1998    | Croatia F4 Futures, Umago                           | Terra rossa   | Ivo Karlović         | Jaka Bozic Marko Por                   | 7-5, 7-6            |
| 2.  | 23 maggio 1999    | USA F4 Futures, Vero Beach                          | Terra rossa   | Irakli Labadze       | Hugo Armando Mitch Sprengelmeyer       | 7-6, 7-6            |
| 1.  | 20 giugno 1999    | Zagreb Open, Zagabria                               | Terra rossa   | Ivan Ljubičić        | Jérôme Hanquez Régis Lavergne          | 6-3, 6-0            |
| 2.  | 13 agosto 2000    | Togliatti Challenger, Togliatti                     | Cemento       | Dušan Vemić          | Ionuț Moldovan Jurij Ščukin            | 6-4, 6-4            |
| 3.  | 25 febbraio 2001  | Croatia F2 Futures, Zagabria                        | Cemento (i)   | Roko Karanušić       | František Babej Lukáš Dlouhý           | 6-4, 6-3            |
| 4.  | 25 marzo 2001     | France F6 Futures, Poitiers                         | Cemento (i)   | Ivo Karlović         | Yves Allegro Arnaud Fontaine           | 7–6(3), 6(5)–7, 6-2 |
| 3.  | 9 settembre 2001  | Brașov Challenger, Brașov                           | Terra rossa   | Amir Hadad           | Ben Ellwood Kalle Flygt                | 6-1, 4-6, 6-4       |
| 5.  | 14 ottobre 2001   | Great Britain F11 Futures, Leeds                    | Cemento (i)   | Jaroslav Levinský    | Simon Dickson James Nelson             | 7-5, 6-4            |
| 4.  | 10 febbraio 2002  | Belgrado Challenger, Belgrado                       | Sintetico (i) | Dušan Vemić          | Jaroslav Levinský Tomáš Zíb            | W/O                 |
| 6.  | 17 febbraio 2002  | Croatia F1 Futures, Zagabria                        | Cemento (i)   | Roko Karanušić       | Daniele Bracciali Igor Gaudi           | 6-4, 5-7, 6-2       |
| 7.  | 23 febbraio 2002  | Croatia F2 Futures, Zagabria                        | Cemento (i)   | Roko Karanušić       | Daniele Bracciali Igor Gaudi           | 6-1, 6-3            |
| 5.  | 22 settembre 2002 | Istanbul Challenger, Istanbul                       | Cemento       | Aleksandar Kitinov   | Noam Behr Tomáš Zíb                    | 4-6, 6-4, 6-2       |
| 6.  | 10 novembre 2002  | Challenger Eckental, Eckental                       | Sintetico (i) | Yves Allegro         | Philipp Petzschner Simon Stadler       | 4-6, 7–6(0), 6-4    |
| 7.  | 17 novembre 2002  | Tali Open, Helsinki                                 | Cemento (i)   | Mario Ančić          | Aleksandar Kitinov Jim Thomas          | 7–6(6), 4-6, 6-3    |
| 8.  | 23 febbraio 2003  | Andrezieux Challenger, Andrézieux-Bouthéon          | Cemento (i)   | David Škoch          | Stephen Huss Jeff Tarango              | 7–6(4), 0-6, 6-3    |
| 9.  | 13 giugno 2004    | Weiden Challenger, Weiden                           | Terra rossa   | Janko Tipsarević     | Mariano Delfino Patricio Rudi          | 6-4, 7–6(6)         |
| 10. | 3 ottobre 2004    | Grenoble Challenger, Grenoble                       | Cemento (i)   | Uros Vico            | Michael Berrer Răzvan Sabău            | 6-2, 6-4            |
| 11. | 29 maggio 2005    | Ljubljana Open, Lubiana                             | Terra rossa   | Paul Baccanello      | Andrew Derer Joseph Sirianni           | 6-3, 6-3            |
| 12. | 31 luglio 2005    | Guzzini Challenger, Recanati                        | Cemento       | Uros Vico            | Farruch Dustov Evgenij Korolëv         | 7–6(2), 4-3r        |
| 13. | 14 agosto 2005    | Pamplona Challenger, Pamplona                       | Cemento       | Aisam-ul-Haq Qureshi | James Auckland Daniel Kiernan          | 2-6, 6-3, 6-4       |
| 14. | 23 aprile 2006    | Challenger Internazionale Dell'Insubria, Chiasso    | Terra rossa   | Leonardo Azzaro      | Amir Hadad Roko Karanušić              | 6-2, 7-5            |
| 15. | 20 agosto 2006    | Internazionali del Friuli Venezia Giulia, Cordenons | Terra rossa   | Francesco Aldi       | Marco Crugnola Marco Pedrini           | 6-4, 6-3            |
| 16. | 8 ottobre 2006    | Mons Challenger, Mons                               | Cemento (i)   | Jean-Claude Scherrer | Jordan Kerr David Škoch                | 6-2, 6-4            |
| 17. | 9 settembre 2007  | TEAN International, Alphen aan den Rijn             | Terra rossa   | Leonardo Azzaro      | Jérémy Chardy Predrag Rusevski         | 6-3, 6-3            |
| 18. | 9 settembre 2007  | Dnipropetrovsk Challenger, Dnipro                   | Cemento (i)   | Christopher Kas      | Rohan Bopanna Chris Haggard            | 7–6(5), 6-2         |
| 19. | 14 settembre 2008 | Open d'Orleans, Orléans                             | Cemento (i)   | Serhij Stachovs'kyj  | Jean-Claude Scherrer Igor Zelenay      | 7–6(7), 6-4         |
| 20. | 5 ottobre 2008    | Mons Challenger, Mons                               | Cemento (i)   | Michal Mertiňák      | Yves Allegro Horia Tecău               | 7-5, 6-3            |
| 21. | 18 ottobre 2009   | Open de Rennes, Rennes                              | Sintetico (i) | Eric Butorac         | Kevin Anderson Dominik Hrbatý          | 6-4, 3-6, [10-6]    |
| 22. | 18 aprile 2010    | Soweto Challenger, Johannesburg                     | Cemento       | Nicolas Mahut        | Raven Klaasen Izak Van Der Merwe       | 6-2, 6-2            |
| 23. | 30 maggio 2010    | Alessandria Challenger, Alessandria                 | Cemento       | Ivan Dodig           | Marco Crugnola Daniel Muñoz de la Nava | 6-2, 6-4            |
| 24. | 25 luglio 2010    | Guzzini Challenger, Recanati                        | Cemento       | Jamie Delgado        | Charles-Antoine Brézac Vincent Stouff  | 7–6(6), 6-1         |
| 25. | 8 agosto 2010     | San Marino Open, San Marino                         | Terra rossa   | Daniele Bracciali    | Yves Allegro James Cerretani           | 2-6, 6-2, [10-5]    |
| 26. | 12 settembre 2010 | Rijeka Open, Fiume                                  | Terra rossa   | Adil Shamasdin       | Carlos Berlocq Rubén Ramírez Hidalgo   | 1-6, 7–6(9), [10-5] |